# Жак Бернар Омброн
Жак Бернар Омброн (фр. Jacques Bernard Hombron; 1798—1852) — французький судновий лікар, мандрівник і натураліст.
Омброн служив у французькому судні Астролябія між 1837 та 1840 роками, яке разом з судном Зелея займалися дослідженнями узбережжя Антарктиди . Він описав низку рослин і тварин разом з Оноре Жаккіно. Омброн служив хірургом і ботаніком на Астролябії, а Оноре Жаккіно — молодшим хірургом на Зелеї. Ботанічний виклад експедиції був опублікований у « Voyage au Pôle Sud et dans l'Océanie sur les corvettes l'Astrolabe et la Zélée. [Архівовано 5 квітня 2016 у Wayback Machine.] . [Архівовано 5 квітня 2016 у Wayback Machine.] . [Архівовано 5 квітня 2016 у Wayback Machine.] Ботаніка / ном. [Архівовано 5 квітня 2016 у Wayback Machine.] Hombron et Jacquinot [Архівовано 5 квітня 2016 у Wayback Machine.] » [Архівовано 5 квітня 2016 у Wayback Machine.] ; (2 томи 1845—1853).
У 1847 році Оомброн опублікував двотомну працю про свої особисті та інші пригоди дослідників під назвою " Aventures les plus curieuses des voyageurs: coup d'oeil autour du monde " [Архівовано 5 квітня 2016 у Wayback Machine.] .
Після ще двох мандрівок між 1848 та 1850 роками він був призначений заступником головного лікаря в Сенегалі у 1851 році. Тут він залишився лише ненадовго і, ймовірно, помер на борту корабля через хворобу.

## Вшанування
На його честь названо:
- рід рослин Hombronia (синонім роду Pandanus).[6]
- вид птахів Actenoides hombroni.
- вид метеликів Appia hombroni
- вид рослин Cotula hombroni
- Гомбронські скелі — група рифових скель на краю Антарктичного півострова.